# Piłka nożna na Letnich Igrzyskach Olimpijskich Młodzieży 2010
Zawody w piłce nożnej podczas Letnich Igrzysk Olimpijskich Młodzieży w 2010 roku, odbywały się w dniach 12 - 25 sierpnia. Zarówno drużyny chłopców jak i dziewcząt grywały po 40 minut z 15-minutowymi przerwami na połowę. W obu turniejach tryumfowały drużyny z Ameryki Południowej - Boliwia (turniej chłopców) oraz Chile (turniej dziewcząt). 

## Reprezentacje
| Kontynent                                 | Chłopcy    | Dziewczęta        |
| ----------------------------------------- | ---------- | ----------------- |
| Europa                                    | Czarnogóra | Turcja            |
| Afryka                                    | Zimbabwe   | Gwinea Równikowa  |
| Północna i Centralna Ameryka oraz Karaiby | Haiti      | Trynidad i Tobago |
| Oceania                                   | Vanuatu    | Papua-Nowa Gwinea |
| Azja                                      | Singapur   | Iran              |
| Ameryka Południowa                        | Boliwia    | Chile             |

### Chłopcy
| Grupa A - Boliwia - Haiti - Vanuatu |  | Grupa B - Czarnogóra - Singapur - Zimbabwe |

### Dziewczęta
| Grupa A - Iran - Papua-Nowa Gwinea - Turcja |  | Grupa B - Chile - Gwinea Równikowa - Trynidad i Tobago |

## Medaliści
| Turniej              |         |        |          |
| -------------------- | ------- | ------ | -------- |
| Chłopcy szczegóły    | Boliwia | Haiti  | Singapur |
| Dziewczęta szczegóły | Chile   | Gwinea | Turcja   |